# 松浦將行
松浦 將行（まつうら まさゆき）は、日本の地方公務員、技術士、工学博士。東京都下水道局長、日本下水道事業団理事を経て、日本大学生産工学部教授。土木学会賞技術開発賞受賞。

## 人物・経歴
1978年早稲田大学理工学部卒業、東京都入庁。1999年東京都下水道局計画部副参事（再構築・震災対策担当）。2000年東京都下水道局計画部副参事（緊急重点雨水対策事業担当）。同年東京都下水道局建設部設計調整課長。2002年度土木学会賞技術開発賞受賞。2003年東京都下水道局計画調整部計画課長（統括課長）。2005年東京都下水道局参事（下水道新技術推進機構派遣）。2007年東京都知事本局参事（政策担当）。2008年東京都知事本局計画調整部長。2009年東京都下水道局建設部長。2010年東京都下水道局計画調整部長。2011年東京都下水道局流域下水道本部長。2013年東京都下水道局長（公営企業管理者）、博士（工学）（早稲田大学）。2014年日本下水道事業団理事（技術戦略担当及び東日本担当）兼技術戦略部長。退任後、日本大学生産工学部土木工学科教授、日本大学総合科学研究所教授。技術士 (建設部門) 、技術士 (上下水道部門)。